# ブチイシガメ
ブチイシガメ（学名：Actinemys marmorata）は、ヌマガメ科ブチイシガメ属に分類されるカメ。本種のみでブチイシガメ属を構成する。

## 分布
- A. m. marmorata　キタブチイシガメ

アメリカ合衆国（オレゴン州西部、カリフォルニア州北部、ネバダ州西部、ワシントン州西部）
模式標本の産地（模式産地）はワシントン州
- A. m. pallida　ミナミブチイシガメ

アメリカ合衆国（カリフォルニア州南部）、メキシコ（バハカリフォルニア州北東部）
模式産地はコヨーテクリーク周辺（カリフォルニア州）
英名Pacificは「太平洋の」の意で、太平洋岸に分布する（本種を除いてカメ目にアメリカ合衆国の太平洋岸のみに分布する種がいない）ことに由来する。以前はカナダ（ブリティッシュ･コロンビア州南西部）にも分布するとされていたが1959年以降の確実な発見例がないため絶滅したと考えられ、また、人為的に移入された個体が発見されたとして分布を疑問視する説もある。

## 形態
最大甲長24.1センチメートル。メスよりもオスの方が大型になり、メスは最大甲長20センチメートル。背甲は扁平で、上から見ると第7縁甲板と第8縁甲板の継ぎ目で最も幅が広い。背甲の甲板には筋状の盛りあがり（キール）がなく、成長環も不明瞭。縁甲板は鋸状に尖らない。背甲の色彩は黄褐色や暗褐色、褐色、灰色、黒で、黄色や黄褐色の斑点、虫食い状や放射状の斑紋が入る個体が多い。属名Actinemysは「光線のカメ」の意で、背甲に入る放射状の斑紋に由来する。また種小名marmorataは「大理石模様の」の意で、和名の「ブチ」も含め背甲を含めた全身の斑紋に由来する。背甲と腹甲の継ぎ目（橋）は甲板で繋がり、鼠蹊甲板がある個体もいるが腋下甲板はない。腹甲の色彩は淡黄色や黄色、黄褐色で、不規則に暗色斑が入る個体もいる。
頭部は中型で、吻端は突出しない。上顎の先端は鉤状に尖らず、浅く凹む。後肢の趾の間にある水かきは爪基部まで発達する。尾はやや太くて長い。頭部や頸部、四肢、尾の色彩は灰色や灰褐色、黄褐色、淡褐色で、淡黄色や黄色、黄褐色の斑紋が入る個体が多い。
卵は長径3-4.3センチメートル、短径1.9-2.4センチメートルで、硬い殻で覆われる。幼体は体色が明色で全身に入る明色斑が複雑だが、成長に伴い体色は暗くなり明色斑の形状も単純化する（特にオス）。
オスは腹甲の中央部より後方が浅く凹む。また尾が太くて長く、尾をまっすぐに伸ばした状態では総排出口全体が背甲の外縁よりも外側にある。メスは腹甲の中央部より後方が凹まないかわずかに盛り上がる。また尾がより細くて短く、尾をまっすぐに伸ばしても総排泄口全体が背甲の外縁よりも内側にある。
- A. m. marmorata　キタブチイシガメ

最大亜種。小型もしくは中型の鼠蹊甲板がある。側頭部より喉の色彩が明色で、頭部や頸部の斑紋は複雑な形状。
- A. m. pallida　ミナミブチイシガメ

鼠蹊甲板がないか、あっても小型。側頭部と喉の色彩がほぼ同色で、頭部や頸部の斑紋はやや単純な形状。

## 分類
形態やミトコンドリアのシトクロムbやリボソームRNAなどの分子系統学的解析から、ブランディングガメ属やヨーロッパヌマガメ属と単系統群を形成すると推定されている。また本種をヨーロッパヌマガメ属に含める説もある。
2亜種に分かれるが、形態上の差異が不明瞭で中間型のような個体も多い。核DNAやミトコンドリアDNAの塩基配列、DNAフィンガープリンティング法による分子系統学的解析ではいくつかの地域個体群が分化していると推定されているが、解析方法により亜種ミナミブチイシガメの個体群間での分化の程度に関して異なる結果（亜種ミナミブチイシガメが分化している、亜種ミナミブチイシガメを3つに分化する、3つのグループのうち1つを基亜種に含め残りを亜種ミナミブチイシガメとする）が出ている。
- Actinemys marmorata marmorata　(Baird & Girard, 1852)　キタブチイシガメ　Northern Pacific pond turtle
- Actinemys marmorata pallida　(Seeliger, 1945)　ミナミブチイシガメ　Southern Pacific pond turtle

## 生態
主に地中海性気候の地域にある河川やその周囲にある湖、池沼、湿原、水路などに生息し、水生植物の繁茂した流水域を好む。また汽水域に生息する事もある。半水棲だが陸伝いに水場を移動したり、陸上にある岩の隙間を隠れ家として複数回利用することもある。昼行性だが日光浴は薄明薄暮時に行うことが多く、昼間は日陰や水中で活動することが多い。夏季は夜行性や薄明性傾向が強くなる。南部や内陸部の個体群は夏季に、北部の個体群は冬季になると休眠する個体もいる。止水域や流れの緩やかな流水域に生息する個体は水中の堆積物や水辺の穴で冬眠することが多く、流水域に生息する個体や夏眠の際は陸上の腐植質や岩の隙間で休眠することが多い。
食性は雑食で、魚類、両生類やその幼生、昆虫、クモ、甲殻類、貝類、動物の死骸、果実、水生植物、藻類などを食べる。水中でも陸上でも採食を行うが、舌が薄く陸上で食物を飲み込むことがやや苦手なため大きな食物は水中に運んでから飲みこむ。
繁殖形態は卵生。5-8月に交尾を行う。4-8月（主に5-7月）の薄明薄暮時に水場から離れた高所で植物がまばらに生えた乾燥した粘土質を含む土に穴を掘り、1回に1-13個の卵を産む。南部の個体群は年に2回に分けて卵を産む事もある。卵は90-126日で孵化する。性染色体を持たず発生時の温度により性別が決定（温度依存性決定）し、低温ではオス、高温ではメスが多く産まれる傾向がある。南部個体群では多くの幼体は産卵した年内に地表に現れるが、南部個体群の一部や北部個体群の大半は地中で冬眠し翌春に地表に現れる。アメリカ合衆国南部の個体群は甲長10センチメートル（生後6-7年）、南部を除いた個体群は甲長12センチメートル（生後8-10年以上）で性成熟する。

## 人間との関係
開発による生息地の破壊、水質汚染およびそれによる疾患、ペット用の乱獲などにより生息数は激減している。
ペットとして飼育されることもあり、日本にも輸入されている。基亜種の飼育下繁殖個体が少数流通する。餌付きが良い個体が多く、飼育下では配合飼料や乾燥飼料にも餌付く。